# ショウエイシステム
株式会社ショウエイシステムは、かつて存在した東京のテレビゲーム制作会社・パチンコ製品開発会社である。
ゲーム開発や出版の事業を行っている翔泳社や、昭和50年代に存在したテレビゲーム制作会社のショウエイとは無関係である。

## 会社概要
- 株式会社平和の役員を務めていた徳山祐俊の個人会社として設立。 1981年（当初有限会社昭栄、1982年に現社名に変更、1991年株式会社化）
- 1985年 同じフロア内に置かれていた有限会社ベアーズのスタッフと共にファミコン向けソフトの開発を始める[1]。
- 1999年11月 倒産

## 主なソフト
- ウィザードリィ ネメシス (セガサターン)
- 松村邦洋伝 最強の歴史をぬりかえろ!!
- イデアの日
- HEIWA パチンコワールドシリーズ
- デジタル競馬新聞マイトラックマン（同社最後の作品）
- NAVY BLUE98
- 摩訶摩訶（シグマ商事販売）

以下は東映動画販売
- 北斗の拳
- 北斗の拳2 世紀末救世主伝説
- 北斗の拳3 新世紀創造 凄拳列伝
- 北斗の拳4 七星覇拳伝 北斗神拳の彼方へ
- 北斗の拳5 天魔流星伝 哀★絶章
- 北斗の拳6 激闘伝承拳 覇王への道
- 北斗の拳7 聖拳列伝 伝承者への道
- SWAT
- スケバン刑事III
- バルトロン
- 長靴をはいた猫 世界一周80日大冒険
- スコットランドヤード（ゲームボーイ）
- 仮面の忍者 赤影
- 紫禁城（ゲームボーイ）
- ファイナルリバース